# Nunataki Shatry
Die Nunataki Shatry (englische Transkription von russisch Нунатаки Шатры Nunataki Schatry, deutsch ‚Zelt-Nunatakker‘) sind eine Gruppe von Nunatakkern im ostantarktischen Mac-Robertson-Land. Sie ragen nordöstlich der Manning-Nunatakker am Ostrand des Amery-Schelfeises auf.
Russische Wissenschaftler benannten sie deskriptiv.